# Normandische cob
De Normandische cob is een ras van paarden afkomstig uit de streek Normandië in Frankrijk. Het type is: zwaar warmbloedpaard. Het paard beschikt over een ruime draf, wat het bij uitstek geschikt maakt om als koetspaard gebruikt te worden.

## Kenmerken
De stokmaat ligt tussen 158 en 171 centimeter. De kleuren zijn voornamelijk bruin en vos. Het is een vrij groot paard met stevige benen.

## Geschiedenis
Het paard wordt voornamelijk gefokt in het gebied rond Saint-Lô, in het departement Manche, waar een belangrijk hengstenstation gevestigd is. Het ras kwam voort uit de carrossier normand, dat heden niet meer als een apart ras bestaat. Het paard wordt gebruikt onder het zadel, voor de koets en als leverancier van paardenvlees. Dit ras staat aan de basis van de fokkerij van de Selle Français. Het werd daartoe veredeld met onder andere Engelse volbloed. De landbouwmechanisatie eiste in de jaren 1950 haar tol, en de fokkerij van het paard verloor in die jaren veel terrein.

## Afbeeldingen

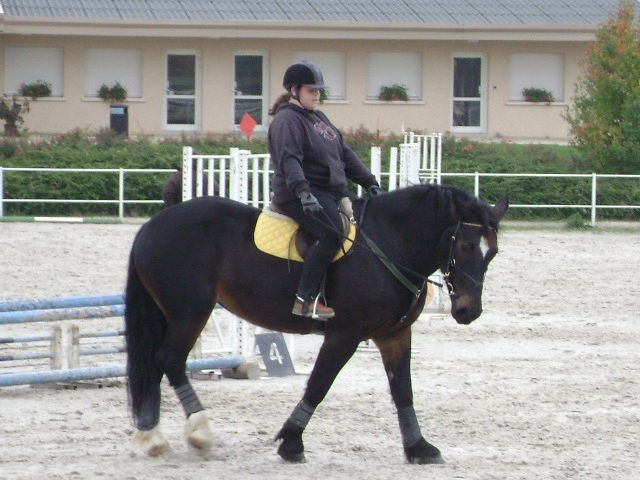
Bereden
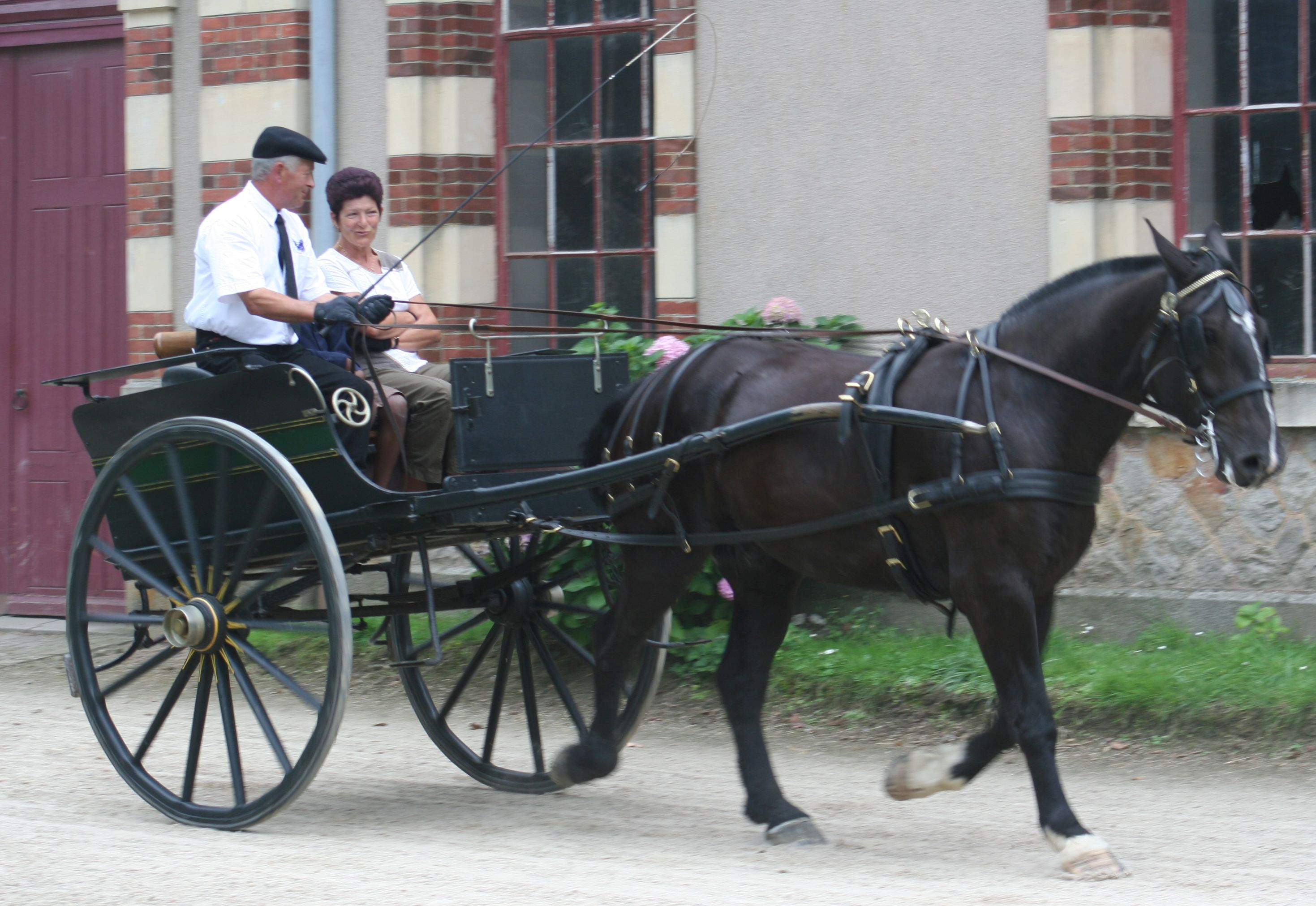
Aangespannen
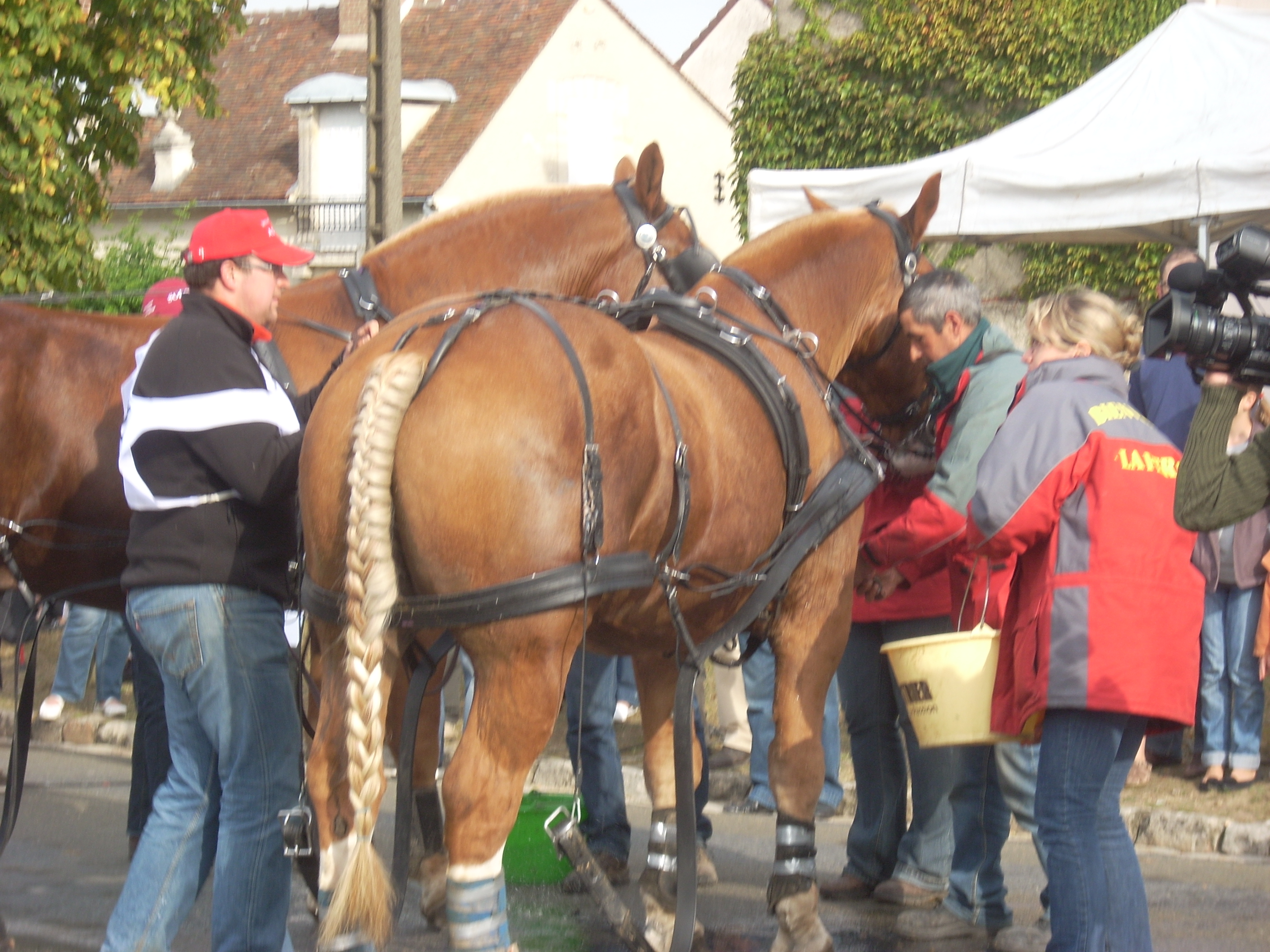
In het tuig
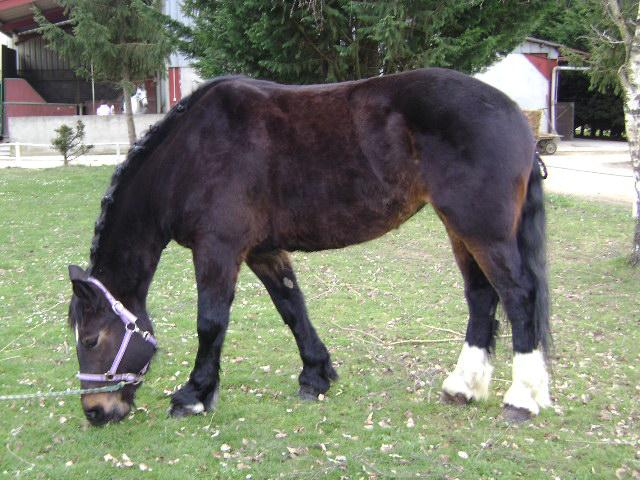
Aan het halster